# Poljańska
Poljańska (dodatkowa nazwa w j. kaszub. Pòliańskô) – dawna część wsi Mojuszewska Huta w Polsce, w województwie pomorskim, w powiecie kartuskim, w gminie Sierakowice, na Pojezierzu Kaszubskim, na obszarze Kaszubskiego Parku Krajobrazowego. Wchodzi w skład sołectwa Mojusz. 
1 stycznia 2024 nazwa miejscowości została zniesiona.
W latach 1975–1998 Poljańska administracyjnie należała do województwa gdańskiego.